# Proteste a Cuba del 2021
Le proteste a Cuba del 2021, descritte come le maggiori proteste anti-governative a Cuba dal Maleconazo del 1994, sono iniziate l'11 luglio 2021 e sono principalmente proteste contro il governo cubano e contro il Partito Comunista di Cuba (unico partito legale nel Paese), causate sia della crisi economica per l'aumento dei prezzi sulle medicine, sui prodotti alimentari e sulle materie prime, che dall'autoritarismo del governo comunista e dalla sua risposta alla pandemia di COVID-19 nel Paese (ove si è verificata un'ondata di contagi proprio dall'estate 2021).
L'epicentro delle proteste si colloca a San Antonio de los Baños per poi espandersi in tutta l'isola cubana, trovando riscontro e sostegno anche all'estero nelle vicinanze delle ambasciate cubane.
Manifestazioni di segno opposto dove si chiedeva la fine dell'embargo statunitense contro Cuba (ritenuto da alcuni osservatori essere una delle cause delle proteste) e delle sanzioni statunitensi sono avvenute a L'Avana il 17 luglio 2021, con la partecipazione di decine di migliaia di manifestanti.

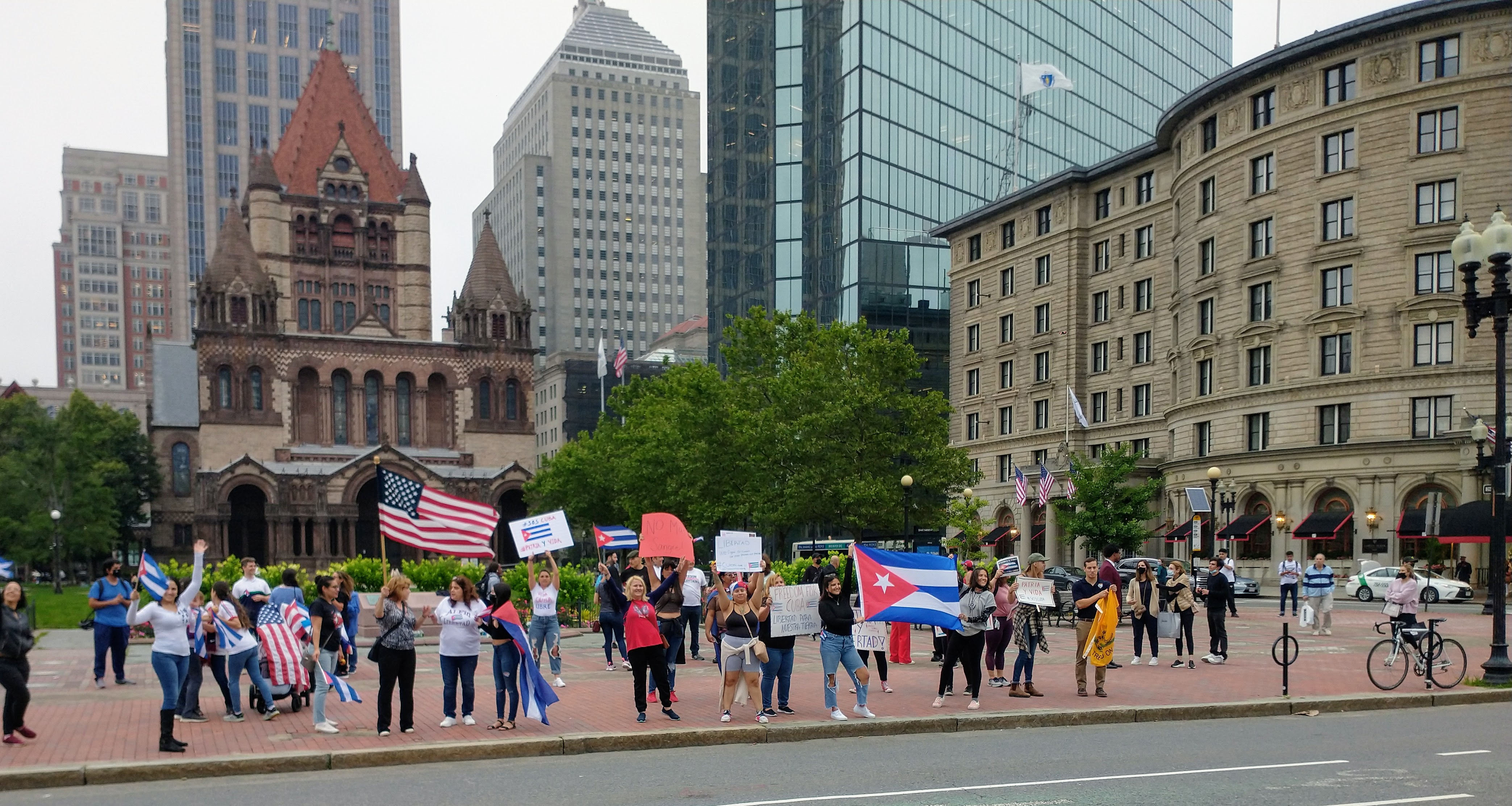
Manifestanti contro il governo cubano a Copley Square (Boston, Massachusetts)

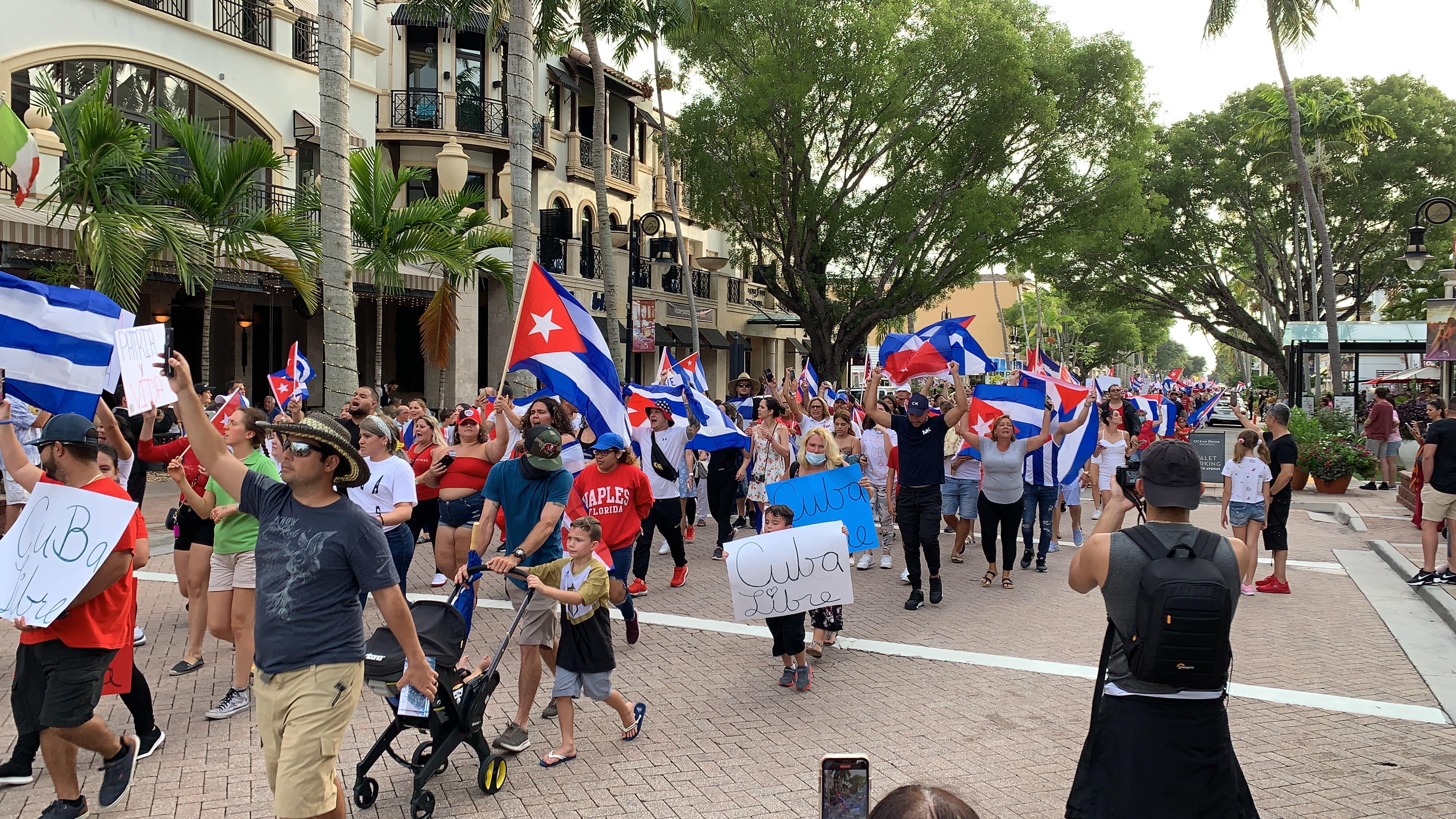
Manifestanti contro il governo cubano a Naples (Florida)

Le reazioni internazionali si sono divise tra Stati che sostengono i manifestanti anti-governativi, il governo, la fine dell'embargo o il dialogo. Le manifestazioni anti-governative sono sostenute dal Movimento San Isidro, associazione di cubani che protestano contro l'aumento della censura del governo sull'espressione artistica a Cuba, dall'Unión Patriótica de Cuba, organizzazione anticomunista di dissidenti cubani e coalizioni di gruppi per i diritti umani a Cuba all'interno e all'esterno di Cuba.